# Sutcliffe
|  | Per a altres significats, vegeu «William Sutcliffe». |

Sutcliffe és una concentració de població designada pel cens a l'estat de Nevada (Estats Units).
Segons el cens dels Estats Units del 2000 Sutcliffe tenia 281 habitants, 105 habitatges, i 70 famílies La densitat de població era de 10,85 habitants per km².
Dels 105 habitatges en un 30,5% hi vivien nens de menys de 18 anys, en un 35,2% hi vivien parelles casades, en un 20,0% dones solteres, i en un 33,3% no eren unitats familiars. En el 24,8% dels habitatges hi vivien persones soles l'11,4% de les quals corresponia a persones de 65 anys o més que vivien soles. El nombre mitjà de persones vivint en cada habitatge era de 2,68 i el nombre mitjà de persones que vivien en cada família era de 3,21.
Per edats la població es repartia de la següent manera: un 31,7% tenia menys de 18 anys, un 7,5% entre 18 i 24, un 23,1% entre 25 i 44, un 26,3% de 45 a 64 i un 11,4% 65 anys o més.
L'edat mediana era de 36,8 anys. Per cada 100 dones hi havia 109,7 homes. Per cada 100 dones de 18 o més anys hi havia 97,94 homes.
La renda mediana per habitatge era de 31.250 $ i la renda mediana per família de 31.875 $. Els homes tenien una renda mediana de 28.750 $ mentre que les dones 22.292 $. La renda per capita de la població era de 13.629 $. Aproximadament el 27,4% de les famílies i el 30,5% de la població estaven per davall del llindar de pobresa.

## Poblacions properes
El següent diagrama mostra les poblacions més properes.